# Uchiumi (Ehime)
La Villa de Uchiumi (内海村 Uchi'umi-mura?) fue un pueblo del Distrito de Minamiuwa en la Región de Nanyo (南予地方 Nanyo-chihō?) de la Prefectura de Ehime. 

## Características
Se encontraba al sudoeste de la Prefectura de Ehime, abarcaba desde la Península de Yura que sobresale hacia el Mar de Uwa hasta la Costa de Morote (室手海岸 Morote-kaigan?), en el límite con lo que fue el Pueblo de Misho. Se sitúa a unos 25 km de la Ciudad de Uwajima.
Limitaba con los pueblos de Misho y Johen (ambas son en la actualidad parte del Pueblo de Ainan) del Distrito de Minamiuwa; también limitaba con el Pueblo de Tsushima (actualmente parte de la Ciudad de Uwajima) del Distrito de Kitauwa.
Ocupaba la mitad sur de la Península de Yura (由良半島 Yura-hantō?) y se caracteriza por tener una costa muy irregular. La mayor parte de su territorio presentaba una marcada pendiente y las zonas llanas eran muy limitadas. La zona montañosa es extensa, aunque dada la influencia directa de los fuertes vientos estacionales, no pueden ser plenamente aprovechados. También tiene una actividad forestal históricamente conservadora, por lo que la mayor parte se conserva en estado virgen. Se destaca la actividad pesquera.
La producción de cítricos en la zona costera que es importante en la Región de Nanyo (南予地方 Nanyo-chihō?), pero en la Villa de Uchiumi no es muy común.
Los núcleos poblacionales se concentran en el distrito Kashiwa, donde se ubicaba el Ayuntamiento del pueblo. En el distrito de Kashiwa no existe una zona comercial, pero sí cuenta con algunos negociose instalaciones de hospedaje a la vera de la Ruta Nacional 56. Otros núcleos se encuentran dispersos a lo largo de la costa, pero son todos pequeños.

## Origen del nombre
Su nombre se debe a que rodea la Bahía de Uchiumi (内海湾 Uchiumi-wan?). Anteriormente rodeaba a la bahía en toda su extensión, pero en 1948 la villa se escinde y la porción meridional pasa a formar la Villa de Minamiuchiumi (南内海村 Minami'uchiumi-mura?)

## Historia
- 1948: el 3 de noviembre se escinden los distritos de Nakaura (中浦 Naka'ura?), Sarunagi (猿鳴?), Takahata (高畑?), Akamizu (赤水?), Bojonarukawa (防域成川 Bōjonakamura?) y parte del distrito Hirayama (平山?), formando la Villa de Minamiuchiumi.
- 1948: el distrito de Midoro (深泥?) y parte del distrito Hirayama (平山?), pasan a formar parte del Pueblo de Misho.
- 2004: el 1° de octubre se fusiona con los pueblos de Ipponmatsu, Johen, Misho y Nishiumi (todas del mismo Distrito), para formar el Pueblo de Ainan.